# Elim Chan
Elim Chan (Chinees: 陳以琳; Hongkong; 18 november 1986) is dirigente. Ze was van 2019 tot 2024 chef-dirigent bij het Antwerp Symphony Orchestra, en daarnaast is ze vaste gastdirigent bij het Royal Scottish National Orchestra sinds seizoen 2018-2019.

## Studies
Elim Chan zong bij het kinderkoor in Hong Kong en startte met piano spelen op zesjarige leeftijd. Aan het Smith College in Massachusetts haalde ze haar bachelor in muziek. Daarna studeerde ze aan de Universiteit van Michigan, waar ze de muzikale leiding had over het University of Michigan Campus Symphony Orchestra en het Michigan Pops Orchestra. Ze behaalde er haar master en doctoraat in orkestdirectie en studeerde in 2014 af als dirigent. In 2013 ontving Chan het Bruno Walter Conducting Scholarship en in 2015 volgde ze masterclasses bij Bernard Haitink in Luzern.

## Muzikale loopbaan
Elim Chan werd in 2014 de eerste vrouwelijke winnaar van de Donatella Flick Conducting Competition. Dankzij haar overwinning was ze tijdens het concertseizoen 2015-2016 als assistent-dirigent verbonden aan het London Symphony Orchestra. In seizoen 2016-2017 maakte ze deel uit van het Dudamel Fellowship-programma bij de Los Angeles Philharmonic.
In 2018-2019 werd Chan vaste gastdirigent van het Royal Scottish National Orchestra en volgt daarmee Thomas Søndergård op.
Vanaf seizoen 2019-2020 is Chan chef-dirigent van het Antwerp Symphony Orchestra, met als vaste residentie de Koningin Elisabethzaal in Antwerpen. Chan, die in de voetsporen treedt van onder meer Edo de Waart en Jaap van Zweden, is de eerst vrouwelijke chef-dirigent van het Antwerp Symphony Orchestra, en de jongste die het ooit heeft gehad. In 2024 verliet Chan haar functie in Antwerpen, aangezien haar internationale carriere in een stroomversnelling was geraakt.
Daarnaast vervulde Chan gastdirecties bij het Orkest van het Mariinsky Theater, het Hong Kong Philharmonic Orchestra, het London Symphony Orchestra, het Koninklijk Concertgebouworkest, het Orchestre Philharmonique de Luxembourg, het Philharmonia Orchestra, het Royal Liverpool Philharmonic Orchestra, het Frankfurt Radio Symphony Orchestra, het Orchestre National de Lyon, het Rotterdams Philharmonisch Orkest, de Houston Symphony en de Music Academy of the West.
Ook stond ze voor het National Arts Centre Orchestra in Ottawa en het Orchestre de la Francophonie, als onderdeel van het NAC Summer Music Institute in 2012, waar ze samenwerkte met Pinchas Zukerman. Ze nam deel aan het Musical Olympus Festival in Sint-Petersburg en volgde workshops bij het Cabrillo Festival Orchestra en het Baltimore Symphony Orchestra (met Marin Alsop, Gerard Schwarz en Gustav Meier).

## Persoonlijk
Elim Chan is gehuwd met de Nederlandse slagwerker Dominique Vleeshouwers, die in 2020 de Nederlandse Muziekprijs kreeg toegekend.